# Diplodus
Diplodus is een geslacht van vissen uit de familie van zeebrasems (Sparidae). Enkele bekende soorten die in de Middellandse Zee voorkomen zijn: Diplodus sargus, Diplodus annularis en Diplodus vulgaris. Deze vissen treft men vaak in scholen aan op ondiepe plaatsen langs rotsformaties van de kust.

## Soorten en ondersoorten
- Diplodus annularis (Linnaeus, 1758) – Geringde zeebrasem
- Diplodus argenteus (Valenciennes, 1830)
  - Diplodus argenteus argenteus
  - Diplodus argenteus caudimacula (Poey, 1860)
- Diplodus bellottii (Steindachner, 1882)
- Diplodus bermudensis (Caldwell, 1965)
- Diplodus capensis (Smith, 1844)
- Diplodus cervinus (Lowe, 1838)
  - Diplodus cervinus cervinus
  - Diplodus cervinus hottentotus (Smith, 1844)
  - Diplodus cervinus omanensis Bauchot & Bianchi, 1984
- Diplodus fasciatus (Valenciennes, 1830)
- Diplodus holbrookii (Bean, 1878)
- Diplodus noct (Valenciennes, 1830)
- Diplodus prayensis (Cadenat, 1964)
- Diplodus puntazzo (Cetti, 1777) – Spitssnuitzeebrasem
- Diplodus sargus (Linnaeus, 1758) – Witte zeebrasem
  - Diplodus sargus ascensionis (Valenciennes, 1830)
  - Diplodus sargus cadenati de la Paz, Bauchot & Daget, 1974
  - Diplodus sargus helenae (Sauvage, 1879)
  - Diplodus sargus kotschyi (Steindachner, 1876)
  - Diplodus sargus lineatus (Valenciennes, 1830)
  - Diplodus sargus sargus
- Diplodus vulgaris (Geoffroy Saint-Hilaire, 1817) – Zwartkopzeebrasem

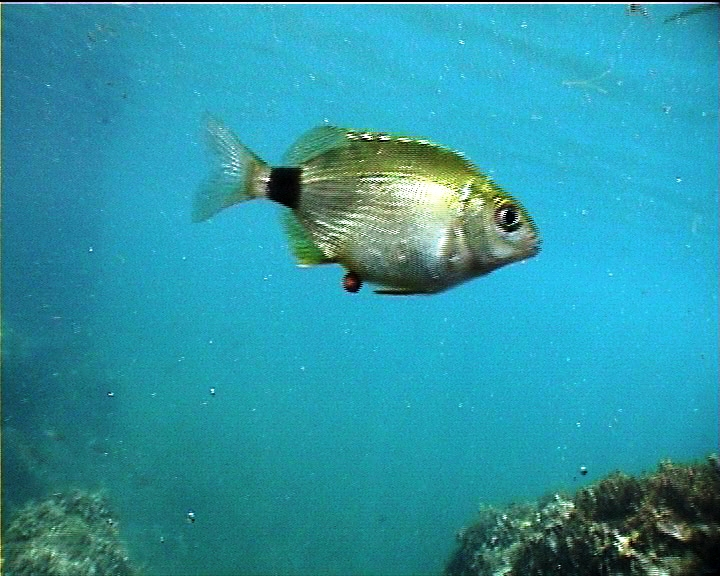
Diplodus annularis